# Мобарракабад (Ерак)
Мобарракабад (перс. مباركاباد) — село в Ірані, у дегестані Машгад-е Мікан, у Центральному бахші, шахрестані Ерак остану Марказі. За даними перепису 2006 року, його населення становило 42 особи, що проживали у складі 14 сімей.

## Клімат
Середня річна температура становить 13,83 °C, середня максимальна – 33,68 °C, а середня мінімальна – -9,26 °C. Середня річна кількість опадів – 276 мм.
| Клімат поселення                              | Клімат поселення | Клімат поселення | Клімат поселення | Клімат поселення | Клімат поселення | Клімат поселення | Клімат поселення | Клімат поселення | Клімат поселення | Клімат поселення | Клімат поселення | Клімат поселення | Клімат поселення |
| Показник                                      | Січ.             | Лют.             | Бер.             | Квіт.            | Трав.            | Черв.            | Лип.             | Серп.            | Вер.             | Жовт.            | Лист.            | Груд.            |                  |
| Середній максимум, °C                         | 8,91             | 11,39            | 16,94            | 22,00            | 25,97            | 32,78            | 33,68            | 32,07            | 28,04            | 21,84            | 15,38            | 8,88             |                  |
| Середня температура, °C                       | −0,18            | 2,30             | 7,86             | 12,89            | 16,88            | 23,69            | 27,45            | 25,84            | 21,81            | 15,60            | 9,16             | 2,66             |                  |
| Середній мінімум, °C                          | −9,26            | −6,79            | −1,24            | 3,82             | 7,78             | 14,58            | 21,21            | 19,61            | 15,58            | 9,37             | 2,92             | −3,58            |                  |
| Норма опадів, мм                              | 40               | 40               | 49               | 33               | 25               | 3                | 1                | 1                | 0                | 12               | 29               | 43               |                  |
| Середньомісячна швидкість вітру, м/с          | 2.04             | 2.14             | 2.84             | 3.29             | 2.95             | 2.61             | 2.66             | 2.50             | 2.34             | 2.30             | 1.80             | 1.86             |                  |
| Середньомісячна сонячна радіація, кДж/м²·день | 9066             | 12536            | 15073            | 18383            | 22338            | 26770            | 25768            | 24150            | 21096            | 15628            | 10913            | 8925             |                  |
| --------------------------------------------- | ---------------- | ---------------- | ---------------- | ---------------- | ---------------- | ---------------- | ---------------- | ---------------- | ---------------- | ---------------- | ---------------- | ---------------- | ---------------- |
| Джерело:                                      |                  |                  |                  |                  |                  |                  |                  |                  |                  |                  |                  |                  |                  |